# Morellia suifenhensis
Morellia suifenhensis är en tvåvingeart som beskrevs av Ni 1982. Morellia suifenhensis ingår i släktet Morellia och familjen husflugor. Inga underarter finns listade i Catalogue of Life.